# 사사야마정
사사야마정(山南町)은 효고현 중부에 존재했던 정이다. 다키군에 설치되었던 정이다. 다기군의 중추에서 에도시대는 사사야마번의 성읍으로서 번창했다.

## 개요
- 대칸쇼절로 유명한 마을이자 발상지이다. 다키군의 중심부 역할을 하고 있으며 시노야마 성이 있다.

1975년 3월 28일 조토정, 다키정을 합병해 정역을 확대하였고, 그 후 1999년 4월 1일에 곤다정, 니시키정, 단난정과 합병해 사사야마시가 되어 소멸하였다.

## 역사
- 1889년 4월 1일 - 정촌제 시행으로 13개 정과 1개 촌을 구역으로 시사야마정이 성립하였다.
- 1955년 4월 20일 - 야가미촌, 하타촌, 쇼호쿠촌, 오카노촌과 합병해 새로운 사사야마정이 성립하였다.
- 1975년 3월 28일 - 조토정, 다키정과 합병해 새로운 사사야마정이 성립하였다.
- 1999년 4월 1일 - 곤다정, 니시키정, 단난정과 합병해 사사야마시가 성립하였다. 동일 사사야마정은 폐지되었다.

## 교통
1999년 사사야마정이 소멸 시점에서 철도는 존재하지 않고.1913년부터 1944년까지는 시노야마 경편철도(후에 시노야마 철도)가, 1944년부터 1972년까지는 국철 시노야마 선이 시노야마구치 역과 시노야마 시가지를 연결하고 있었지만, 함께 폐지되었다. 덧붙여 정내에 사사야마선의 역은 존재하지 않았다.(시노야마 역은 단난정) 시노야마구치 역에서는 진희 버스가 버스를 운행하고 있었다(2019년 현재 진희 그린버스 시노야마 영업소로 이관)

### 도로
- 국도 제173호선 (일본)(일본어판)
- 국도 제176호선 (일본)(일본어판)